# Marco António Pinto Silva Botelho
Marco António Pinto Silva Botelho (Porto, 25 de fevereiro, 1976) é um futebolista de Portugal.

## Carreira
Em sua juventude jogou pela Belenenses. Em 1994, ela ganha o seu primeiro contrato profissional com o Belenenses. Em 1995, foi assinado no Oriental e em 1996 em Santa Clara. Botelho, em seguida, retorna ao Belenenses ou jogou 28 jogos até 2001. Em 2000, ele jogou uma meia temporada com o Vitória Setúbal. Em 2001, ele ficará com Portimonense por 3 temporadas, onde jogou 63 jogos. Em 2003, mudou-se para Santa Clara e em 2004 ele assinou contrato com a Louletano. Em 2005, ele vai assinar no norte de Portugal no clube da Maia em 2006, ele vai a seguir depois até 2008, em Lagoa. Ele vai ganhar em 2007, a Terceira Divisão Série F. Em 2008, ele assinou com o Pinhalnovense 1 ano antes, em 2008, assinou pelo Atlético.

## Títulos

### Lagoa
- Vencedor da III Divisão Série F : 2006/07